# Детандер
Detander (на френски: Détendre – отхлабвам, разхлабвам) е устройство, което преобразува потенциална енергия на несвиваем газ (на границата на парата) или пара в механична енергия, до оросяване, конденз, течност (понякога и скреж), използва се основно за охлаждане и натрупване на вътрешна енергия (в маховици, акумулатори и др.), а не директно, за извършване на външна работа.
Всмукваната пара подпомага разширението и се охлажда/кондензира, улеснявайки и свиването. Използва се в производствения цикъл за получаване на втечнени газове като кислород, азот, водород и хелий. Най-разпространени са буталните детандери (всмукател-кондензер) и турбодетандерите.
Ефектът на Джаул-Томсън помага да се разбере прилагането на детандерите за втечняване на газове. При този ефект се детандира силно сгъстен реален газ, като възниква слабо увеличаване (за полож. Д-Т ефект) на прилаганата механична работа, за сметка на монотермична топлина. Ако при дадена работна температура, Д-Т коефициентът е отрицателен (отр. Д-Т ефект), то детандиране/дроселиране няма да може да втечни газа.
За газ увеличението на работата е толкова малко, че е пренебрегвано във физиката, за разлика от слабия термичен ефект, който обаче е решаващ за упоменатото по-горе навлизане в паровото състояние на флуида. В паровия участък увеличаването на работата е много по-силно изразено и именно то е причина за втечняването на реалния газ и топлинната рекуперация, респективно – високата ефективност на детандера.

## Приложение
Турбодетандерът намира своето основно приложение в технологичните процеси за производство на течен водород, кислород, въздух (азот, кислород, аргон...) и други криогенни газове, както и втечнен природен газ. Освен това турбодетандерите започват да намират приложение за използване на енергията на дроселиран природен газ, в газоразпределителните станции и пунктовете за контрол на налягането. TX е важен компонент на климатичната система на всеки самолет с висока надморска височина или турбовитлов самолет.
Има големи перспективи за използването на турбодетандерите в технологичните процеси на производство, използващи пара като основен носител на енергия (нефтени рафинерии и химически заводи), както и в газови и нефтени находища.
Криокулерите, които довеждат квантовите компютри до работни температури, близки до 0K, също включват детандиране (разхлабване/expansion) на реален газ до втечняване – хелий.
Техници и изследователи използват такъв ДВ(Г) за топлинна рекуперация и съответно увеличаване КПД на електролизерите си.
При разработването на разширители водеща роля в Съветския съюз след 1936 година има Пьотър Капица, по-специално предложил е подобрена конструкция на турбодетандера, позволяваща повишение на ефективността от 0,52 – 0,58 на 0,79 – 0,83 , т.е. 3 пъти намаляване на загубите (в сравнение с най-добрите дотогава в света турбодетандери на немската компания Linde).